# ジェームズ・フォーリー
ジェームズ・フォーリー（James Foley、1953年12月28日 - 2025年5月6日）は、アメリカ合衆国の映画監督である。『摩天楼を夢みて』などを手がけたことで知られている。

## 経歴
1953年12月28日、ニューヨーク州ニューヨーク市ブルックリン区に生まれる。ニューヨーク州立大学バッファロー校にて心理学を学び、南カリフォルニア大学にて映画を学んだ。
1984年、ダリル・ハンナとエイダン・クインが主演した恋愛映画『俺たちの明日』で映画監督デビューを果たす。1992年、『摩天楼を夢みて』を監督する。その後、『パーフェクト・ストレンジャー』や『フィフティ・シェイズ・ダーカー』、『フィフティ・シェイズ・フリード』などの作品を監督している。
晩年は脳腫瘍と闘病しており、2025年5月6日、ロサンゼルスの自宅で死去。71歳没。

## フィルモグラフィー
特記のない作品は監督のみを担当。

### 映画
- 俺たちの明日 Reckless （1984年）
- ロンリー・ブラッド At Close Range （1986年）
- フーズ・ザット・ガール Who's That Girl （1987年）
- アフター・ダーク After Dark, My Sweet （1990年） - 監督・脚本
- 摩天楼を夢みて Glengarry Glen Ross （1992年）
- 天国の約束 Two Bits （1995年）
- チェンバー/凍った絆 The Chamber （1996年）
- 悪魔の恋人 Fear （1996年）
- NYPD15分署 The Corruptor （1999年）
- コンフィデンス Confidence （2003年）
- パーフェクト・ストレンジャー Perfect Stranger （2007年）
- フィフティ・シェイズ・ダーカー Fifty Shades Darker （2017年）
- フィフティ・シェイズ・フリード Fifty Shades Freed （2018年）

### テレビドラマ
- ツイン・ピークス Twin Peaks （1991年）
- ハンニバル Hannibal （2013年）
- ハウス・オブ・カード 野望の階段 House of Cards （2013年 - 2015年）Season1〜3まで
- ウェイワード・パインズ 出口のない街 Wayward Pines （2015年）
- ビリオンズ Billions （2016年）